# Anceaumeville
Anceaumeville és un municipi francès situat al departament del Sena Marítim i a la regió de Normandia. L'any 2007 tenia 670 habitants.

## Demografia

### Població
El 2007 la població de fet d'Anceaumeville era de 670 persones. Hi havia 232 famílies de les quals 20 eren unipersonals (4 homes vivint sols i 16 dones vivint soles), 80 parelles sense fills, 124 parelles amb fills i 8 famílies monoparentals amb fills.
La població ha evolucionat segons el següent gràfic:
Habitants censats

### Habitatges
El 2007 hi havia 243 habitatges, 232 eren l'habitatge principal de la família, 1 era una segona residència i 10 estaven desocupats. 242 eren cases i 1 era un apartament. Dels 232 habitatges principals, 200 estaven ocupats pels seus propietaris, 28 estaven llogats i ocupats pels llogaters i 4 estaven cedits a títol gratuït; 1 tenia una cambra, 1 en tenia dues, 12 en tenien tres, 58 en tenien quatre i 160 en tenien cinc o més. 189 habitatges disposaven pel capbaix d'una plaça de pàrquing. A 85 habitatges hi havia un automòbil i a 138 n'hi havia dos o més.

### Piràmide de població
La piràmide de població per edats i sexe el 2009 era:
| Homes | Edats   | Dones |
| ----- | ------- | ----- |
| 0     | 95 o +  | 0     |
| 0     | 90 a 94 | 0     |
| 0     | 85 a 89 | 0     |
| 0     | 80 a 84 | 8     |
| 0     | 75 a 79 | 0     |
| 12    | 70 a 74 | 8     |
| 8     | 65 a 69 | 8     |
| 28    | 60 a 64 | 20    |
| 12    | 55 a 59 | 16    |
| 40    | 50 a 54 | 20    |
| 16    | 45 a 49 | 36    |
| 40    | 40 a 44 | 20    |
| 24    | 35 a 39 | 36    |
| 32    | 30 a 34 | 32    |
| 28    | 25 a 29 | 32    |
| 16    | 20 a 24 | 24    |
| 52    | 15 a 19 | 16    |
| 24    | 10 a 14 | 12    |
| 44    | 5 a 9   | 12    |
| 36    | 0 a 4   | 32    |

## Economia
El 2007 la població en edat de treballar era de 458 persones, 337 eren actives i 121 eren inactives. De les 337 persones actives 301 estaven ocupades (150 homes i 151 dones) i 36 estaven aturades (19 homes i 17 dones). De les 121 persones inactives 46 estaven jubilades, 46 estaven estudiant i 29 estaven classificades com a «altres inactius».

### Ingressos
El 2009 a Anceaumeville hi havia 240 unitats fiscals que integraven 674 persones, la mediana anual d'ingressos fiscals per persona era de 20.255 €.

### Activitats econòmiques
Dels 25 establiments que hi havia el 2007, 1 era d'una empresa alimentària, 2 d'empreses de fabricació d'altres productes industrials, 9 d'empreses de construcció, 4 d'empreses de comerç i reparació d'automòbils, 1 d'una empresa d'hostatgeria i restauració, 1 d'una empresa d'informació i comunicació, 2 d'empreses financeres, 1 d'una empresa immobiliària, 2 d'empreses de serveis i 2 d'entitats de l'administració pública.
Dels 7 establiments de servei als particulars que hi havia el 2009, 1 era un guixaire pintor, 4 lampisteries, 1 electricista i 1 agència de treball temporal.
L'any 2000 a Anceaumeville hi havia 12 explotacions agrícoles que ocupaven un total de 511 hectàrees.

## Equipaments sanitaris i escolars
El 2009 hi havia una escola elemental.

## Poblacions més properes
El següent diagrama mostra les poblacions més properes.